# Callistochiton
Callistochiton is een geslacht van keverslakken uit de familie van de Ischnochitonidae.

## Soorten
- Callistochiton adenensis (E. A. Smith, 1891)
- Callistochiton antiquus (Reeve, 1847)
- Callistochiton ashbyi (Barnard, 1969)
- Callistochiton asthenes (Berry, 1919)
- Callistochiton augustensis Ashby & Cotton, 1937
- Callistochiton barnardi Leloup, 1981
- Callistochiton belliatus Kaas & Van Belle, 1994
- Callistochiton biakensis Kaas & Van Belle, 1994
- Callistochiton broomensis Ashby & Cotton, 1934
- Callistochiton clenchi Ashby & Cotton, 1934
- Callistochiton colimensis (A. G. Smith, 1961)
- Callistochiton connellyi Willett, 1937
- Callistochiton crassicostatus Pilsbry, 1893
- Callistochiton crosslandi Sykes, 1907
- Callistochiton decoratus Carpenter MS, Pilsbry, 1893
- Callistochiton elenensis (Sowerby in Broderip & Sowerby, 1832)
- Callistochiton expressus (Carpenter, 1865)
- Callistochiton gabbi Pilsbry, 1893
- Callistochiton generos (Iredale & Hull, 1925)
- Callistochiton granifer Hull, 1923
- Callistochiton indicus Leloup, 1953
- Callistochiton infortunatus Pilsbry, 1893
- Callistochiton jacobaeus (Gould, 1859)
- Callistochiton laticostatus Kaas & Van Belle, 1994
- Callistochiton leei Ferreira, 1979
- Callistochiton mawlei Iredale & May, 1916
- Callistochiton occiduus Ashby & Cotton, 1934
- Callistochiton omanensis Kaas & Van Belle, 1994
- Callistochiton pachylasmae (Seguenza MS, di Monterosato, 1879)
- Callistochiton palmulatus Carpenter MS, Dall, 1879
- Callistochiton philippinarum Thiele, 1909
- Callistochiton porosus Nierstrasz, 1905
- Callistochiton portobelensis Ferreira, 1976
- Callistochiton pulchellus (Gray, 1828)
- Callistochiton pulchrior Carpenter MS, Pilsbry, 1893
- Callistochiton righii Kaas & Van Belle, 1994
- Callistochiton rotondus Leloup, 1981
- Callistochiton shuttleworthianus Pilsbry, 1893
- Callistochiton squamigercostatus Kaas & Van Belle, 1994